# Varègues
Varègues ou Varanges (vieux norrois : væringjar ; grec : Βάραγγοι, Βαριάγοι) est le nom donné dans l'Empire byzantin et par les Slaves orientaux aux Vikings de Suède (ou d’autres pays scandinaves qui empruntaient la route de l’Est ou austrvegr) qui, entre le IXe et le XIe siècle, ont fondé et gouverné l’État médiéval de la Rus' de Kiev et qui, par la suite, formèrent la garde varangienne (garde varègue) des empereurs byzantins.
Selon la Chronique des temps passés, un groupe de Varègues fonda Novgorod en 862 sous la direction de Riourik. Marchands, mercenaires et pirates à l’occasion, ils menèrent des expéditions d’abord chez les Perses et les Arabes en empruntant la route de la Volga et la Caspienne, puis par les « routes menant chez les Grecs », soit le Don, le Dniepr ou le Dniestr, à Constantinople. Ils attaquèrent à plusieurs reprises les villes byzantines de la mer Noire et la capitale impériale elle-même, attaques qui, même repoussées, se soldèrent par des traités de paix leur concédant divers avantages commerciaux. À la même époque, les Varègues commencèrent à servir dans les armées impériales où leur valeur, leur loyauté à la personne de l’empereur et leur manque d’intérêt pour les intrigues de palais leur valurent de former la garde personnelle de l’empereur. Aux Varègues suédois des premiers temps s’ajoutent bientôt des Varègues danois et norvégiens dont le plus célèbre est Harald Sigurdarson (1016-1066). La conquête normande de l'Angleterre causa l’émigration de guerriers anglo-saxons et danois, dont quelques-uns s’enrôlèrent à leur tour et formèrent au XIIe siècle une partie de la garde impériale byzantine jusqu’à la chute de Constantinople aux mains des troupes ottomanes en 1453.
Parmi les monarques ayant régné sur le peuple des Varègues, les plus connus sont Riourik et Harald III de Norvège.
Au sens large, le terme Viking désigne l’ensemble des Scandinaves de la période caractérisée par le phénomène viking.
Le terme de « Vikings » désignerait les Scandinaves, originaires des actuels Danemark et Norvège, et du Götaland (Suède du sud-ouest : Dalie, Bohuslän, Halland, Scanie), actifs essentiellement en Mer du Nord et dans l'Océan Atlantique.
Le terme de « Varègues » désignerait les Vikings (au sens de Scandinaves) de Suède, actifs surtout en Mer Baltique et en Europe de l'Est, dont la Rus' de Kiev, et opérant la route commerciale de la Volga et la route commerciale des Varègues aux Grecs.

Expansion viking.

## Ethnogenèse: Rus’ et Varègues
Le terme grec Βάραγγος [Várangos] transcrit le slavon varęgŭ, dérivé du vieux norrois væringi, mot composé à l’origine de vár (pl. várar) signifiant « promesse, serment de fidélité » et gengi « compagnon », signifiant « un ami juré, un fédéré ». Selon le professeur Adolf Stender-Petersen, le terme Vaeringjar qui donna naissance au terme Varègues devrait être compris comme « des hommes qui pactisent dans une relation de responsabilité mutuelle » pour engager les biens, armes et navires en leur possession, ainsi que leurs propres vies, afin d’en tirer un profit à partager. Ces marchands guerriers devaient par conséquent être bien armés et voyager en groupe,,,.
Dès le Xe siècle, les sources étrangères (papales, germaniques) désignèrent la principauté de Kiev sous le terme de Rossia, alors que les sources slaves utilisaient le mot Rous’, transcrit en grec médiéval Rhos et en arabe Rûs,. Ce nom vient du vieux norrois róthr « ramer », roor « rameurs » et róðslágen « pays du gouvernail »,. En finnois actuel, la Suède est nommée Ruotsi tandis que la Russie est désignée comme Venäjä qui rappelle le mot « Wendes » (Venedi ou Veneti en latin), nom donné par les Germains aux Slaves orientaux.
Toutefois, le terme Rous’ peut porter à confusion, étant utilisé selon les auteurs dans trois sens différents, pour désigner :
- les Vikings suédois ou Varègues passant la Volga, le Dniepr ou le Dniestr et prenant progressivement le contrôle des routes fluviales entre la Baltique et la mer Noire ;
- à la fois aux Varègues et à leurs sujets ou alliés slaves orientaux ;
- en cartographie moderne, l’ensemble des territoires concernés, qui forment aujourd’hui les pays baltes, la Russie européenne, la Biélorussie, l’Ukraine et la Moldavie, ainsi que les marges orientales de la Pologne[9], qui, dans les atlas historiques soviétiques et russes, forment la large étendue donnée à la notion de Rous’, apparaissant comme une assise historique ancienne à l’extension territoriale récente de l’Empire russe, de l’URSS et de la CEI, « légitimée » de la sorte aux yeux des lecteurs[9].

Les Varègues constituent la branche suédoise des Vikings scandinaves, qui se dirigèrent vers l’Est (Russie, Khaganat khazar), alors que les Danois et les Norrois se dirigèrent vers l’ouest (Angleterre, Écosse, Irlande et Islande) et vers le sud (France). 

## Historiographie
Le cas des varègues présente plusieurs complexités historiographiques puisqu'ils s'intègrent directement dans l'historiographie de la naissance du premier État russe où deux principaux domaines d'études s'observent, l'un centré sur la Scandinavie, l'autre sur les peuples slaves, et où les théories normanistes et anti-normanistes (en) s'opposent. Les chercheurs soviétiques sont farouchement opposés aux théories normanistes qui font des Varègues un groupe indispensable à la fondation de l'État Russe et ce notamment parce que ces théories sont particulièrement soutenues dans le régime nazi. Le chauvinisme grand-russe pousse également les chercheurs à favoriser les origines autochtones, et donc slave, de la Rus' de Kiev.
Cette vision anti-normaniste n'est pratiquement plus soutenue aujourd'hui au regard des différentes données archéologiques identifiées qui établissent une chronologie des premières implantations scandinaves ainsi que des processus migratoires durant l'âge des Vikings. Les recherches plus récentes réévaluent également le cadre géographique dans lequel s'inscrivent les Varègues que la version anti-normaniste associe prioritairement à la Rus' de Kiev. Elles révèlent que le centre politique et militaire des premières organisations politiques varègues s'enracinent d'abord dans le Nord de la Russie.

## Histoire

### Contexte et premières installations (VIIIesiècle)

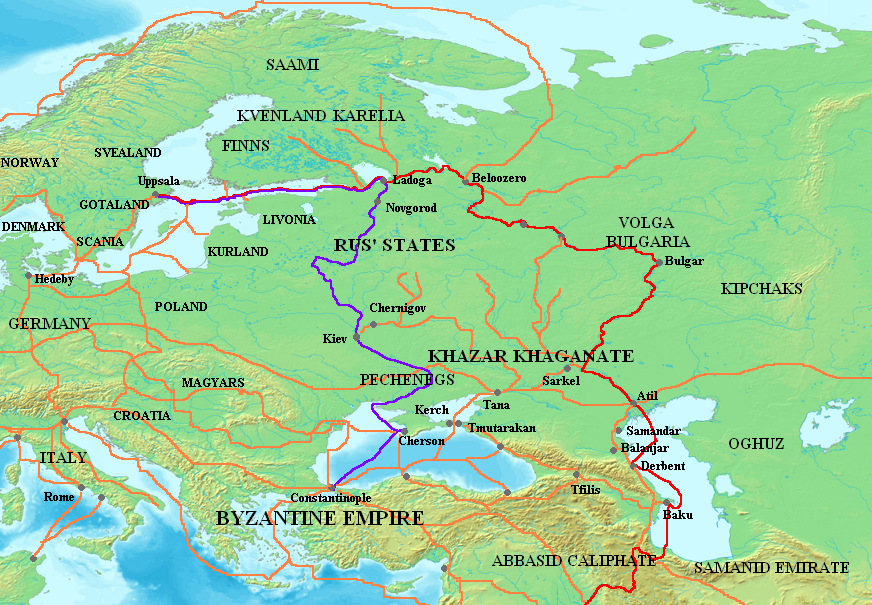
Carte montrant les principales routes varègues du : la route de la Volga (en rouge), la principale route vers les Grecs (en violet), les autres routes (en orange).

L'apparition des premiers vikings dans les régions septentrionales de russie et dans les pays baltes n'est pas soudaine, cependant la chronologie s'est longtemps reposée sur la Chronique des temps passés qui a pour objectif de légitimer la dynastie Riourikides émergente, et a donc le défaut d'omettre les États et installations antérieures. Les sources scandinaves et les sagas nomment quant à elle le premier État varègue Garðaríki et établit une liste de rois légendaires et semi-légendaires. Les premières installations varègues se produisent dans un contexte où deux organisations politiques étendent leur influences jusqu'à la moyenne Volga, l'empire nomade turcique des Khazars et l'empire byzantin. L'Europe de l'Est est alors peuplée d'une grande diversité ethnique.
Vers le milieu du VIIIe siècle, les Varègues deviennent familiers du golfe de Finlande et du fleuve Neva à l’embouchure duquel sera édifiée Saint-Pétersbourg 950 ans plus tard. Ils remontèrent le fleuve, le long duquel vivaient des populations finnoises et slaves, jusqu’au lac Ladoga. Leurs expéditions commerciales incluant souvent piraterie et prise d’esclaves, les Varègues eurent besoin d’édifier des comptoirs fortifiés (en russe goroda) autour desquels les habitants slaves, baltes et finnois se regroupèrent et en vinrent à former des amorces de petits États (volosti). C’est à cette époque que les protochronistes situent le « khaganat de la Rus' », entité politique que l’on suppose avoir existé au cours d’une période se situant entre la fin du VIIIe siècle et le début ou le milieu du IXe siècle. La seule certitude scientifiquement établie est que l’un des tout premiers centres commerciaux fut Staraïa Ladoga (en russe, Ста́рая Ла́дога, en finnois, Vanha Laatokka, en vieux norrois Aldeigjuborg et en français Vieux Ladoga) dont la fondation remonte à 753,.
Durant le VIIIe siècle, les Varègues créent un réseau d'emporia portuaires donnant sur la mer Baltique et renforcent fortement l'activité commerciale d'une route préexistante, la route commerciale de la Volga qui reliait le nord de la Russie (en vieux norrois Garðariki) avec le Moyen-Orient (Sekland) via la mer Caspienne. Remontant la rivière Volkhov jusqu’à Novgorod, les Vikings rejoignaient la rivière Lovat par le lac Ilmen. Après un portage, ils atteignaient la source de la Volga. Ils continuaient ainsi leur route jusqu’au khaganat des Khazars dont la capitale, Atil, était un port florissant sur la mer Caspienne. Puis, par la mer, ils se rendaient jusqu’à Bagdad par la route des caravanes. Ils apportaient avec eux des fourrures, du miel et des esclaves. On a trouvé des pièces de monnaie arabes tout le long de la Volga et à Petergof, près de Saint-Pétersbourg, un ensemble de vingt pièces comprenant des monnaies sassanides, arabes, khazares, grecques et vieux norrois,. 

### Khaganat de la Rus'
La route de la Volga perdit son importance vers le IXe siècle, probablement en raison du déclin de la production d’argent dans le califat abbasside et fut progressivement remplacée par la route commerciale des Varègues aux Grecs, passant de la mer Baltique, à la Neva, puis au lac Ladoga, à la rivière Volkhov, puis, par le Dniepr jusqu'à la mer Noire et à Constantinople.
En parallèle, les premières implantations varègues se renforcent dans le nord et des élites nordiques dirigent la région. Les Varègues imprègnent les différents groupes ethniques présents de leurs propres coutumes et rites culturels. Le site de Staraïa Ladoga constitue le point central d'une organisation politique émergente hypothétiquement dirigés par un Khagan. Si l'hypothèse d'un Khaganat de la Rus' est discutée, la présence d'une structure politique suffisamment importante pour s'impliquer dans la diplomatie byzantine et khazare est avérée. L'hégémonie de l'empire Khazar alimente les voies commerciales reliant la mer Noire à la mer Baltique de manière croissante durant la seconde moitié du VIIIe siècle et attire davantage de Varègues qui renforcent leurs implantations. Les échanges importants entre Varègues et Khazars sont probablement à l'origine de l'octroi du titre de Kaghan de la Rus'.

### Les Varègues et la Russie kiévienne

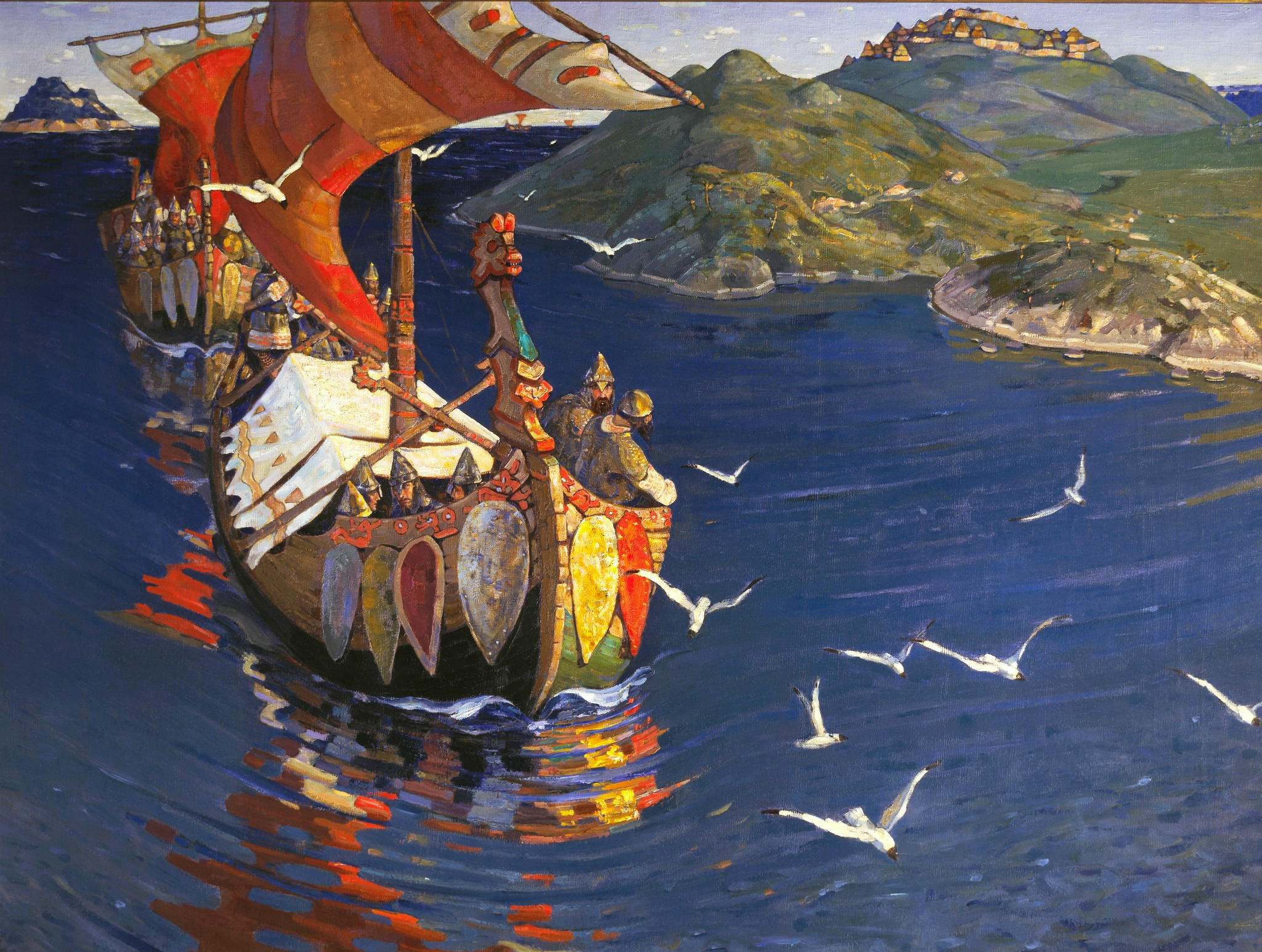
Les Hôtes d'au-delà des mers de Nicolas Roerich, 1899 (les Varègues en Russie).

C’est pendant cette dernière période (860) que fut fondée Novgorod et que les Varègues firent leur apparition dans l’histoire écrite grâce à la Chronique des temps passés. Selon cette chronique, les populations finnoises et slaves qui peuplaient cette région se rebellèrent contre les Varègues et refusèrent de leur payer tribut. Elles chassèrent les Varègues de leur région et les obligèrent à retourner en Scandinavie. Bientôt toutefois, l’anarchie régna dans la région.

« Durant les années 63, 68, 69 et 70 (de 860 à 862), les Varègues traversèrent encore la mer ; cette fois-ci, les peuples qu’ils avaient soumis refusèrent de leur payer tribut et voulurent se gouverner eux-mêmes; mais il n’y avait entre eux ombre de justice : une famille s’élevait contre une autre et cette mésentente occasionnait de fréquentes rixes. Ils se déchirèrent entre eux, si bien qu’ils se dirent enfin : « Cherchons un prince qui nous gouverne et nous parle selon la justice. » Pour le trouver les Slaves traversèrent la mer et se rendirent chez les Varègues, qu’on nommait Varègues-Russes, comme d’autres se nomment Varègues-Suédois, « Urmaniens » (Normands), Ingliens et d’autres Goths.
La Chronique de Nestor selon le Manuscrit de Königsberg, vol. I, chap. II « Riourik », p. 19-20. »

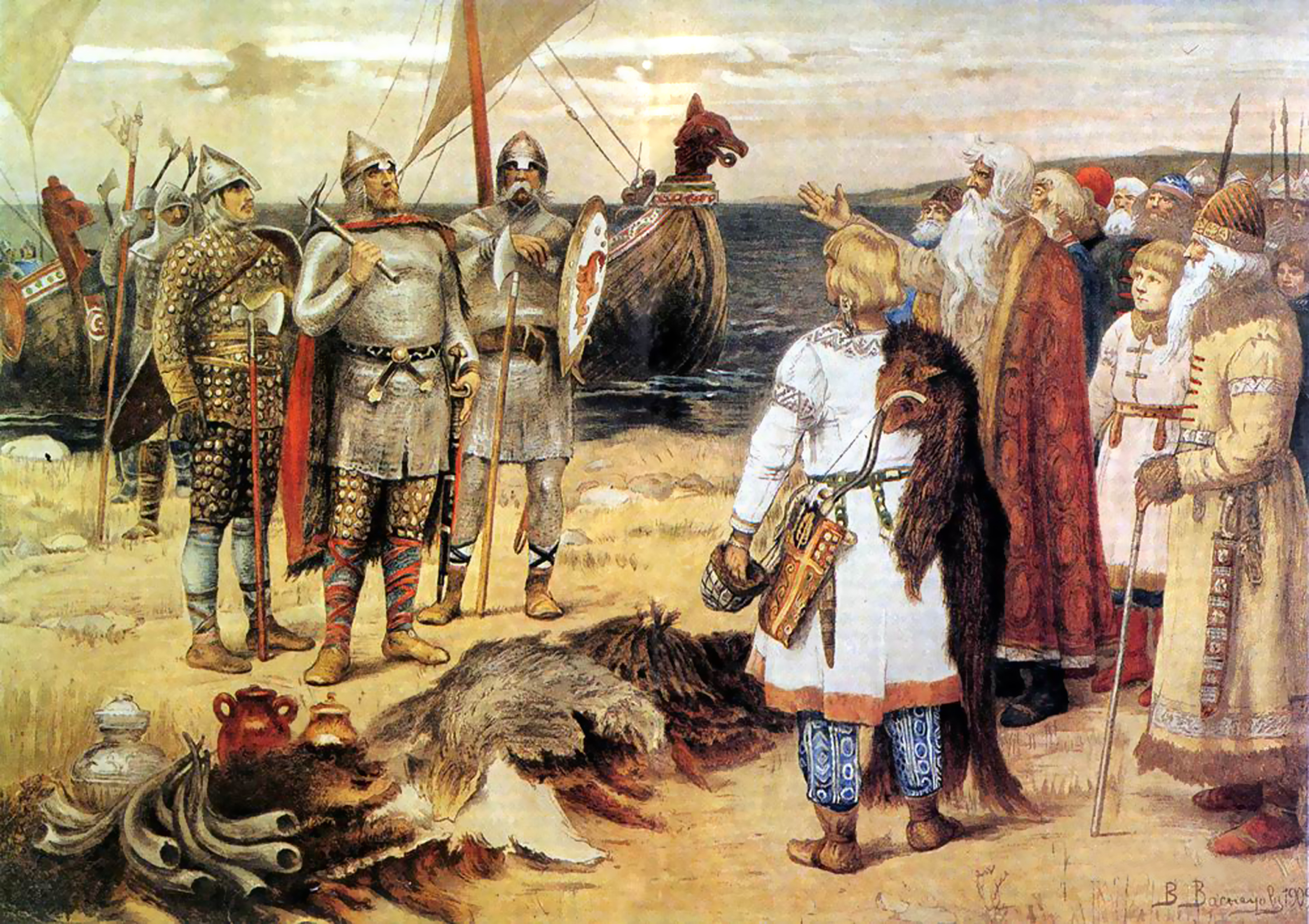
L'Invitation aux Varègues. Riourik et ses frères arrivent à Staraya Ladoga.

Conduits par Riourik et ses frères Sinéous et Trouvor, les Varègues (appelés fréquemment « Rous’ » dans la chronique) vinrent s’établir là où se trouvait un poste commercial, Holmgård, et y fondèrent Novgorod.

« Le second, Sinéous, s’établit chez nous, aux environs du lac Blanc. Le troisième, Trouvor, à Isbork. Cette partie de la Rous’ reçut plus tard des Varègues le nom de Novgorod; mais les habitants de cette contrée, avant l’arrivée de Riourik, n’étaient connus que sous le nom de Slaves.
La Chronique de Nestor selon le Manuscrit de Königsberg, vol. I, chap. II « Riourik », p. 19-20. »

À deux reprises, la Chronique de Nestor mentionne les Rous' comme faisant partie des Varègues, alors qu’en d’autres endroits elle fait la distinction :

« [Ils] se rendirent chez les Varègues, qu’on nommait Varègues-Rous', comme d’autres se nomment Suédois, Normands (probablement des Vikings danois), Urmaniens, Ingliens (probablement des Vikings norvégiens) et d’autres Goths.
La Chronique de Nestor selon le manuscrit de Königsberg, vol. I, chap. II « Riourik », p. 19-20. »

### Les Varègues et Byzance

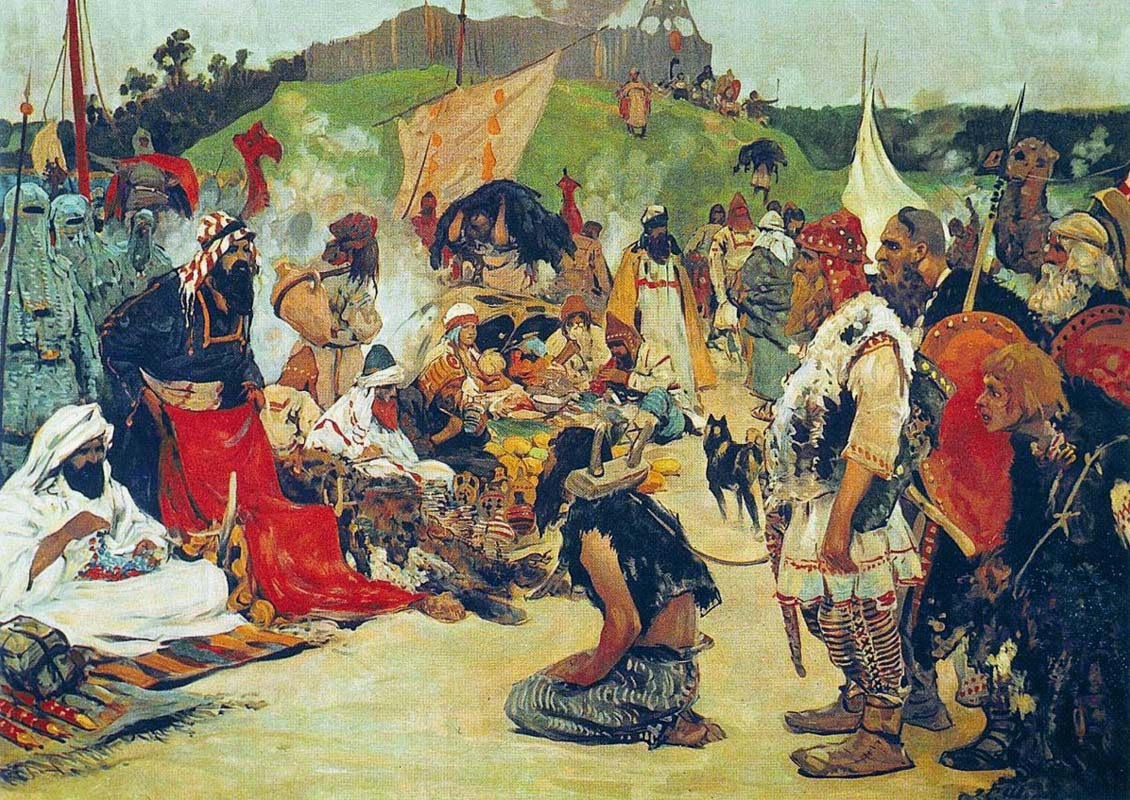
Le Commerce des esclaves dans l'Europe de l'Est au haut Moyen Âge, toile de Sergueï Ivanov (1864-1910)

Les premiers contacts entre ces Varègues-Rous' et l’empire byzantin remonteraient aux années 836-839 alors qu’une ambassade, rapportée dans les Annales de Saint-Bertin, se rend à Constantinople probablement pour négocier un traité. 
Craignant de rentrer chez eux par le même fleuve qu'à l'aller en raison de l’hostilité des riverains, ils viennent accompagnés de représentants de l’empereur byzantin Théophile (813-842), à la cour de Louis le Pieux à Ingelheim, le 18 mai 839 demander libre-passage par les terres d’empire. 
Rendu méfiant par les méfaits de Scandinaves à ses frontières, Louis fait réaliser des vérifications qui démontrent que ceux-ci sont gentis Sueonum (Suédois). 
Vers la même époque a lieu une expédition des Rous' en Propontide alors en route vers la Paphlagonie.
On ne peut savoir si cette ambassade a eu lieu après le raid, à la suite d'une déroute de la flotte russe et aurait constitué une tentative de négociation d'un traité de paix, ou si au contraire le raid fut le résultat d'un échec de négociations commerciales antérieures.
Pendant que Riourik règne à Novgorod, deux chefs de bande, Askold et Dir, vont s’établir à Kiev (863-866). 
Ces deux personnages dont les noms seraient la corruption des noms scandinaves Höskuldr et Dýri, avaient écumé différents districts du Bosphore mais avaient été repoussés en 860 par les citoyens de Constantinople sous la conduite du patriarche Photius alors que l’empereur Michel III était absent de la ville, combattant les Arabes en Anatolie. 
L’invasion se poursuit jusqu’au mois d’aout, alors que les « Rous’ » pour des raisons mystérieuses se retirent. 
Michel III, revenant en hâte d’Orient peut défaire la flotte russe dont la plus grande partie vient d’être détruite par une tempête. Ce qui reste de la flotte peut rentrer au pays après quoi des émissaires sont envoyés à l’empereur pour demander la paix. Un nouveau traité est signé aux termes duquel les Rous' s’engagent à envoyer des troupes pour servir dans les armées impériales.
Dès le début du Xe siècle des Rous’ ont commencé à servir dans les armées byzantines, car une note dans le De ceremoniis de Constantin VII Porphyrogénète se réfère aux quelque 700 Rhosi (terme grec pour Rous’) qui ont reçu un paiement global de 7 200 nomismata lors de la préparation d’une expédition navale en Crète.
Le successeur de Riourik, Oleg (?-912), s’empare de Kiev, dont il fait sa capitale, permettant aux Varègues de lever tribut sur les Novogordiens, puis, attiré par les richesses de Constantinople et du monde arabe, il continue à travers le pays des Khazars vers Byzance. Il en résulte une série de guerres avec l’empire (907, 941, 968-971, 1024, 1043) se terminant par des traités commerciaux fort avantageux pour les Varègues.
Le traité de paix de 911 fixe les conditions permettant aux Rous’ de vivre à Constantinople et d’être incorporés dans l’armée impériale. Les noms des Rous' figurant au bas du traité sont tous d’origine scandinave : Karl, Inegeld (Ingjaldr), Pharloph (Farleifr), Veremond (Vermóðr), Rulaw (Hralleifr), Gudi (Gyði), Ruald (Hróaldr), Kar (Kάri), Phrelaw (Fréleifr) et Rual (Hróarr).
Une nouvelle expédition contre Byzance est lancée en 941 sous le règne d’Igor (Ingvar), successeur d’Oleg. La raison en est probablement que le coempereur de Constantin VII, Romain Ier, a cessé de payer le tribut annuel stipulé dans le traité précédent. Cette expédition s'avère peu fructueuse, la flotte impériale ayant pu mettre la flotte rous’ en déroute grâce au feu grégeois. Le traité qui s’ensuit en 945 reprend les termes du précédent, mais un peu moins favorables aux Rous’,.
Par la suite, 629 Rous’ prennent part à l’expédition infructueuse lancée par Constantin contre la Crète et, lors de la visite de la princesse Olga à Constantinople, l’empereur Constantin se plaint de ce que les Rous’ n’aient pas respecté leurs engagements quant au nombre d’hommes qu’ils auraient dû mettre à la disposition de Byzance.
Au cours de la même période, les descendants de Riourik étendent leur emprise sur la Rous’ kiévienne et unifient les tribus locales, grâce entre autres à une imposante immigration varègue dans les années 970 et 980. 
Vladimir utilise ces nouveaux venus pour assurer son trône contre son propre frère Iaropolk, lequel a épousé une Grecque. 
Ces mercenaires s’avèrent cependant rapidement des partenaires turbulents, réclamant pour eux la ville de Kiev qu’ils viennent de conquérir. 
Vladimir les fait patienter un mois mais rien ne venant, les Varègues réclament bientôt la permission de partir pour la Grèce.

« Cette ville est à nous ; nous l’avons conquise : nous voulons deux grivnas comme rançon de chaque individu » --- « Attendez encore un mois, répondit Vladimir, jusqu’à ce que les martres soient revenues. » Mais les martres ne vinrent pas cette année-là. « Tu nous as trompés, dirent les Varègues. Mais nous savons le chemin de la Grèce. » -- « Eh bien ! Partez, répondit Vladimir.
	Cependant, il garda les meilleurs et les plus intrépides d’entre eux et les distribua dans divers quartiers de la ville; quant aux autres, ils prirent le chemin de Tzarigrad (nom slave de Constantinople).
Chronique de Nestor, chap. VII, « Iaropolk ». »

À leur départ, Vladimir prévient l’empereur dans un message :

« Méfiez-vous; les Varègues sont en route vers votre cité. Ne les y gardez pas ou ils seront pour vous une source de problèmes comme ils l’ont été ici. Dispersez-les plutôt en différents endroits et ne laissez pas un seul d’entre eux revenir ici. »

Chronique des temps passés, citée par Obolensky 
Tout comme la culture des Vikings danois et norvégiens se fond dans celle des autochtones en Normandie et dans les îles britanniques, la culture varègue se fond rapidement dans celle des slaves en Russie. 
À la fin du XIe siècle, les classes dirigeantes des deux principales villes-États, Novgorod et Kiev, sont déjà acculturées à la population slave. 
Si, dans le traité conclu en 911 entre Oleg le Sage de la Rous' et Léon VI le Sage de l’Empire byzantin, tous les signataires Rous' portent des noms scandinaves, dans le traité de 944 entre Igor de Kiev et Constantin VII Porphyrogénète, nombre d’entre eux portent déjà des noms slaves. Igor, qui est la forme slavisée d’Ingvarr, est le dernier prince varègue à porter un nom nordique. 
Il prénomme son fils Sviatoslav. 
Avec la christianisation en 988 sous Vladimir, la ville de Kiev est le centre d’influence le plus important pour le développement de la Rous', qui, sous Iaroslav le Sage (1019-1054), devient le plus puissant des États dits « grecs » après l’Empire byzantin : les descendants des Varègues sont, à ce moment, totalement acculturés aux Slaves.
Si la plupart des historiens s’entendent pour dire, comme le décrit la Chronique des temps passés, que les Varègues sont à l’origine de l’entité politique qui devint la Rous’ kiévienne dans les années 880, les contradictions dans les sources au sujet de l’« appel aux Varègues » ont donné naissance à deux théories sur les origines ethniques de ces mêmes Varègues. 
Les « normanistes », en grande partie chercheurs allemands du XVIIIe siècle et certains historiens russes du XIXe siècle, maintiennent que ces Vikings étaient d’origine scandinave (ou « normande », d’où le nom de l’école). 
Les « anti-normanistes », en particulier les historiens russes de l’époque soviétique, affirment plutôt qu’ils étaient d’origine slave. 
Cette controverse continue à diviser les spécialistes aussi bien dans les pays concernés que sur le plan international. Les recherches des dernières années tendent cependant à réconcilier les deux thèses. 
Il existait dès avant l’arrivée des Varègues une vie politique dans les communautés slaves centrée sur les villes princières de Kiev, Staraia Ladoga et Novgorod. 
L’arrivée des Varègues n’a pas eu d’influence profonde sur celle-ci, mais a surtout permis de développer la vie économique entre autres grâce aux connaissances maritimes et à la valeur militaire des Varègues qui assurèrent la continuité du commerce sur le Dniepr et le développement de liens entre l’État kiévien et Byzance,,.

### La garde varègue

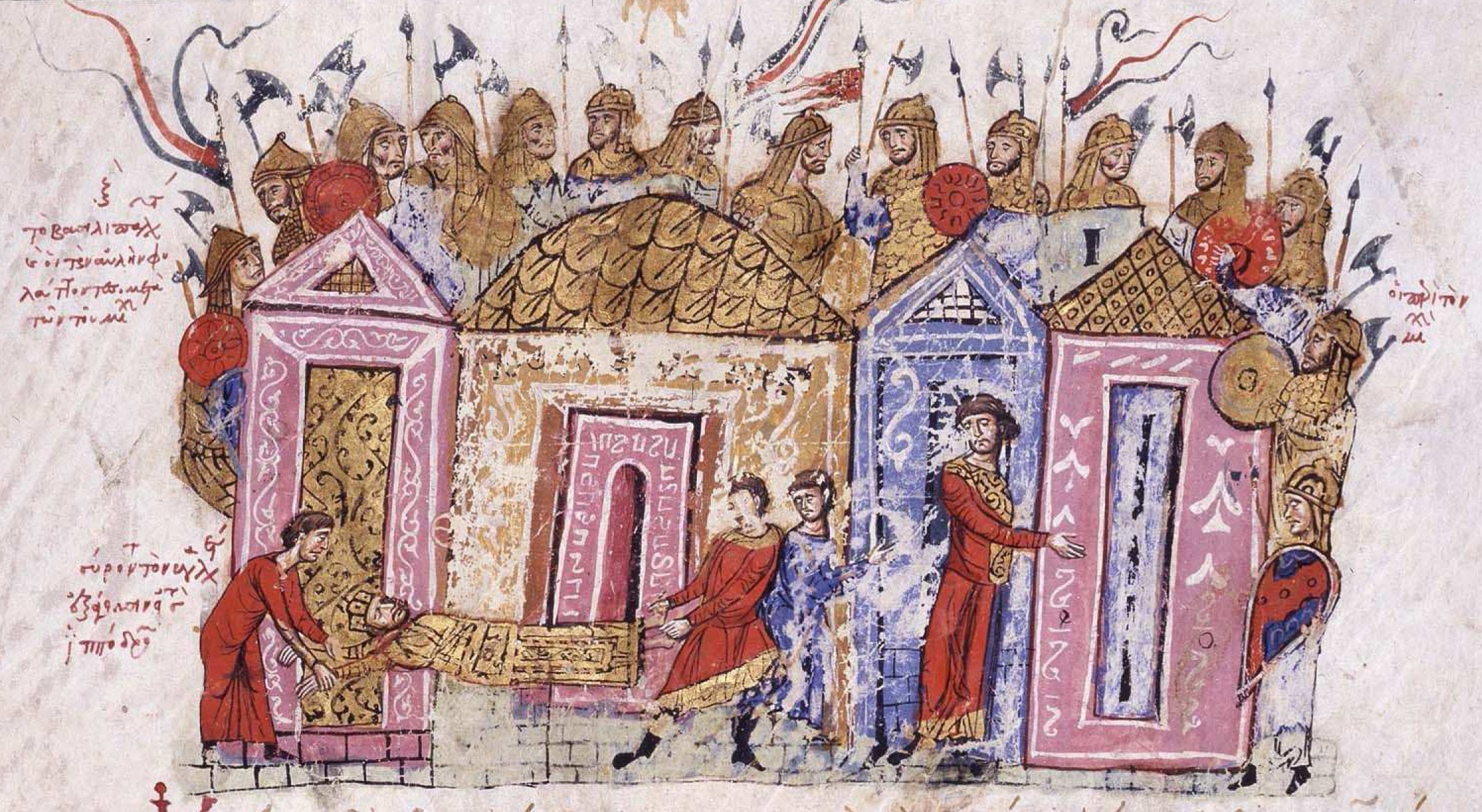
La Garde varègue. Enluminure du XIe siècle tirée de la Chronique de Jean Skylitzès.

La garde varangienne (en grec : Τάγμα των Βαράγγων) forme un corps de l’armée byzantine, surtout connu comme garde du corps de l’empereur du IXe au XIIIe siècle, mais servant quelquefois en détachements spéciaux au sein des armées impériales. C’est ainsi que dans la première moitié du Xe siècle, on les retrouve en Syrie, en Arménie, en Bulgarie, en Apulie et en Sicile. À l’origine, la garde est composée de Varègues venant de la Rous' kiévienne.
Cette garde est créée sous l’empereur Basile II : à la suite de la christianisation de la Russie kiévienne, Vladimir Ier (règne 980-1015) envoie 6 000 mercenaires à Basile selon les clauses du traité de 971. 
Arrivé à Constantinople au printemps 988, ce détachement permet à Basile II de battre son rival Bardas Phokas lors des batailles de Chrysopolis (988) et d’Abydos (989).
Attachés à la personne de l’empereur, les Varègues ne jouent aucun rôle dans les multiples révolutions de palais et restent pratiquement toujours fidèles au monarque légitime. 
Trop éloignés par leur tempérament et leurs habitudes des subtilités politiques, les Varègues ne s’intéressent guère à la politique interne de l’empire, alors que leur aspect physique, leurs armes dont la hache et l’épée à deux tranchants impressionnent les opposants éventuels.
Varègues et Byzantins semblent ainsi, en dépit de leur différence de caractère, en être venus à s’apprécier mutuellement. 
Les empereurs n’ont qu’à se féliciter de la loyauté de leur garde, alors que les Varègues semblent véritablement fiers de servir l’empereur de Mikligard ou « La grande cité » comme ils l’appellent. Témoins ces mots, peut-être apocryphes, qu’un chef varègue adresse à l’empereur dans la Saga de Saint Olaf : « Même s’il y avait du feu devant moi, moi et mes hommes nous y jetterions volontiers si j’avais l’impression, ô roi, que je pouvais ainsi gagner votre bon plaisir »,. Et Haraldr Sigurðarson (1016-1066), demi-frère du roi Olaf II et futur roi Harald III (Hardrada) de Norvège sera fier de servir dans cette garde.
Comme le montre l’exemple de Haraldr Sigurðarson (voir ci-après), Danois et Norvégiens se joignent bientôt aux Suédois, de telle sorte que la garde varègue devient rapidement une garde scandinave. 
En fait, les gens de ces trois pays s’enrôlent en tel nombre qu’une loi du Västergötland (Suède) est adoptée, spécifiant que ses citoyens ne pourraient hériter « alors qu’il résidaient chez les Grecs ». 
Par ailleurs, une chrysobulle d’Alexis Ier datant de 1088 mentionne qu'outre les soldats de l’empire, l’empereur a à son service « des Athanates, des Russes, des Varègues, des Anglais, des Kylfings, des Francs, des Allemands, des Bulgares, des Arabes, des Alains et des Ibères », preuve que des unités slaves distinctes des scandinaves ont été constituées dans l’armée.
Les croisades sont aussi l’occasion d’accroître le nombre de Varègues danois et norvégiens au service de l’empereur. 
Divers Scandinaves ayant pris la croix décident de s’installer dans l’empire ou permettent à leurs troupes d’entrer au service de l’empereur. 
La Gesta Danorum (vers 1200) affirme ainsi que lors du voyage du roi Éric Ier du Danemark, ce dernier aurait permis à nombre de ses hommes de rejoindre les rangs de leurs compatriotes déjà au service de l’empereur. 
De même lors de la visite du roi Sigurður de Norvège vers 1108 : le roi, venu par mer, s'en retourne par voie de terre via la Rous’, laissant derrière lui bon nombre de ses hommes qui s’enrôlent dans la garde varègue. 
Selon Benedikz, le contingent scandinave se serait accru de 4 000 - 5 000 hommes à la suite de la visite des deux rois.
À partir de 1066 et de la conquête de l’Angleterre, la garde varègue accueille un nombre considérable d’Anglo-Saxons dont les terres ont été saisies par les Normands et qui se refusent à reconnaitre la souveraineté de Guillaume Ier. Selon la Chronicon universale anonymi Laudunensis, un groupe de notables anglais s’embarque sur 235 bateaux en 1075 à destination de Constantinople. Quelque 4 350 réfugiés s’y engagent au service de l’empereur alors que le reste du groupe continue jusqu’à une ville appelée Domapia qu’ils conquièrent et renomment Nova Anglia.
De nombreux chercheurs croient que l’une des premières opérations auxquelles les anglo-saxons de la garde varègue ont pris part fut la campagne des Balkans menée contre les troupes italo-normandes de Robert Guiscard. 
Anne Comnène mentionne leur participation dans l’Alexiade et note ailleurs que ces troupes venaient de « Thule »,. 
Le cas échéant, un sentiment de revanche pourrait expliquer l’action des Varègues contre les Normands.
De la fin du XIe siècle au XIIIe siècle, les Anglo-Saxons et les Danois forment probablement la majeure partie de la garde varègue. 
Le Livre des Offices de Georges Kodinos (le Pseudo-Kodinos, actif vers 1453) mentionne au sujet de Noël que « les Varègues viennent présenter leurs vœux à l’empereur dans leur langue, c’est-à-dire l’anglais, frappant de leur hache de guerre avec grand bruit ».
Lorsqu’Alexis mert, le 16 août 1118, les Varègues, après avoir dans un premier temps refusé l’accès de Sainte-Sophie à son successeur Jean II pourchassé par l’impératrice Irène et sa fille Anne, lui permettent d’entrer à la vue de la bague de son père, d’être couronné par le patriarche et de prendre le contrôle de l’armée et de la marine, mettant fin à la révolte de palais, un des rares exemples où ils sont intervenus dans la politique intérieure de l’empire. 
Jean II, par la suite, utilise sa troupe varègue « de 450 hommes » lors de la bataille de Beroia (1122) qui nous est rapportée à la fois par des sources grecques et scandinaves.
Les Varègues demeurent mentionnés dans les sources à diverses occasions pendant les règnes de Manuel Ier (1119-1180). Elles demeurent silencieuses toutefois sur l’activité des Varègues sous la dynastie des Anges. 
On sait cependant que lors de son avènement, Alexis III (règne 1195-1203) a écrit aux trois rois de Scandinavie (Sverre de Norvège, Knud Karlsson de Suède et Knud VI de Danemark) pour leur demander de renforcer la garde varègue et de sauver son trône. S’ils ne sont plus utilisés dans les expéditions, les Varègues demeurent précieux à Constantinople même où des insurrections se déclarent régulièrement dans ces années de décomposition de l’empire.
Lors de la chute de Constantinople aux mains des croisés, les Varègues défendent la ville lors de l’attaque du 17 juillet 1203, puis donnent leur soutien à Alexis V Murzuphlus qui leur fait croire qu’en cas d’échec ils seraient remplacés par des Latins. Lorsque ce dernier s’enfuit et que les Latins entrent dans Constantinople, il ne reste plus aux derniers Varègues qu’à se rendre au conquérant, terminant ainsi sans gloire l’histoire de ces troupes d’élite.
Les sources font quelquefois allusion à des Varègues, soit dans l’armée de l’Empire de Nicée, soit dans l’Empire byzantin reconstitué des Paléologues, mais ces passages sont trop peu nombreux et non suffisamment détaillés pour permettre de tracer un tableau d’ensemble de la situation.

### Harald Sigurðarson, «la foudre du Nord»

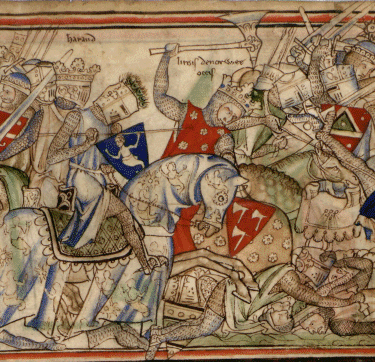
Harald Hardrada meurt à la bataille du pont de Stamford.

Harald, qui devait devenir le roi Harald III (Hardrada – l’impitoyable) de Norvège, est probablement le plus connu des héros de la garde varègue. Il était le fils d’un gouverneur du royaume et le demi-frère du roi Olaf chassé par ses sujets qu’il voulait à tout prix convertir au christianisme. À l’âge de quinze ans, il combattit aux côtés de son frère qui tentait de reconquérir son trône, mais ce dernier est tué en 1030 à la bataille de Stiklestad et Harald doit s’exiler.
Avec une escorte de 500 hommes, il part alors pour la Rous’ où il s’enrôle dans l’armée du prince Iaroslav à Kiev avant de se rendre à Constantinople rejoindre la garde varègue de l’impératrice Zoé.
Il combat neuf ans pour l’empire aussi bien en Occident (Italie, Sicile et Afrique du Nord) qu’en Orient (Asie et Syrie), méritant le rang de spatharocandidatos,. Il se gagne une réputation de grande bravoure et une fortune considérable. Les choses se gâtent toutefois lorsque Michel V prend le pouvoir. Harald est accusé, probablement par l’impératrice Zoé, de s’être approprié des fonds du trésor impérial, est jeté en prison par Constantin IX Monomaque, le dernier mari de Zoé. Relâché, il demande son congé, qui est refusé par l’empereur. Vers 1044, il part en secret et retourne à Kiev où il épouse Élisabeth, la fille du roi Iaroslav.
L’année suivante il envahit le Danemark où le roi Magnus, souverain du Danemark et de la Norvège, doit accepter de partager le pouvoir avec lui, et tous deux règnent conjointement sur la Norvège. 
À la mort de Magnus l’année suivante, Harald devient seul souverain. 
Pour peu de temps cependant, car son neveu, Sven Estrithson lui dispute le Danemark. 
S’ensuit une longue guerre durant laquelle il pille le Danemark, sans succès toutefois, car il doit finir par reconnaître Sven II comme roi du Danemark en 1064.
La mort d’Édouard le Confesseur en 1066, laisse trois prétendants au trône d’Angleterre : Harald Hardrada, Guillaume duc de Normandie et Harold Godwinson, comte de Wessex. 
Les Anglais, ayant choisi Godwinson, Harald et Guillaume font des plans pour envahir l’Angleterre.
Après avoir fait nommer son fils Magnus roi de Norvège et s’être allié avec Tostig, frère cadet d’Harold, Harald fait voile vers l'Angleterre avec environ 300 navires et 9 000 hommes, dans la dernière grande expédition viking. 
Après des succès initiaux à Fulford et York, Harald est surpris par Harold Godwinson et doit combattre au pont de Stamford le 25 septembre. 
Harald est tué pendant la bataille et le carnage est tel que 24 des 300 navires suffisent à ramener les survivants. 
Harold Godwinson pour sa part va mourir à Hastings dix-neuf jours plus tard.